# Unga Sjálvstýri
Unga Sjálvstýri (USJ) er en politisk ungdomsorganisation på Færøerne, der er tilknyttet det socialliberale og moderat separatistiske midterparti Sjálvstýri. Unga Sjálvstýri blev etableret i midten af 1970'erne af bl.a. Lasse Klein.
Efter at have været inaktiv i flere år blev Unga Sjálvstýri igen aktiv i juni 2015. Bestyrelsen bestod af Tróndur Ellingsgaard (formand), Birgit Sivertsen, Olgar S. Nielsen, Ingvar Hansen og Fróði Klein. Den nuværende bestyrelse består af Heri Danielsen (formand), Olgar Nielsen (næstformand), Petur Sjúrður Lamhauge, Paulina Kjeld og Tróndur á Høvdanum. Den nuværende bestyrelse blev valgt i februar 2019.